# 4th of July (U2)
"4th of July" es una canción de la banda de rock irlandesa U2, y es la sexta canción de su álbum de 1984, The Unforgettable Fire. La canción es una pista ambiental instrumental que fue improvisada espontáneamente por el bajista Adam Clayton y el guitarrista The Edge mientras que los productores Brian Eno y Daniel Lanois grabaron, sin que la banda lo supiera. Nunca se ha realizado en vivo, aunque Clayton lo jugó como calentamiento durante una prueba de sonido antes del concierto de U2 en San José el 20 de abril de 2001.

## Descripción
"4th of July" se produjo casi por completo a través de un momento de inspiración de Eno. Al final de una sesión de estudio, Eno escuchó a Adam Clayton garabateando en una simple figura de bajo; le gustó lo que estaba escuchando, así que lo grabó “ad hoc” mientras lo tocaba. El guitarrista The Edge se unió, improvisando algunas ideas de guitarra sobre el bajo de Clayton; ninguno sabía que estaban siendo grabados. Eno agregó algunos tratamientos y luego transfirió la pieza directamente a la cinta maestra de dos pistas, y esa fue la canción terminada, sin posibilidad de sobregrabaciones.
U2 lo llamó "4th of July" para conmemorar el nacimiento de la hija de Edge, Hollie, la ahijada de Bono, quien nació en esa fecha, justo en el medio de hacer el álbum.
Es la única canción instrumental en un álbum regular de larga duración de U2 (sin incluir Passengers). Se usó con frecuencia como la última canción que se tocó antes de que U2 subiera al escenario durante el Unforgettable Fire Tour . La canción se reproduce regularmente en el canal "Sounds of the Seasons" de Music Choice cuando se reproduce música patriótica en los días previos (y durante) las vacaciones del 4 de julio . 